# Gene Carney
Eugene Carney (1895–1952) là một cầu thủ bóng đá người Anh thi đấu ở vị trí outside left tại Football League cho New Brighton và Rochdale.

## Đời sống cá nhân
Carney phục vụ ở vị trí lance corporal tại King's Regiment (Liverpool) và Royal Welch Fusiliers trong Thế chiến thứ nhất.